# Míriam Hatibi
Míriam Hatibi   (Barcelona, 1993) és una analista de dades i activista catalana. Ha sigut portaveu de la Fundació Ibn Battuta i és membre activa de la comunitat musulmana.
Filla de pares marroquins, Míriam Hatibi va néixer a Barcelona i va ser criada a Bellpuig. Va cursar un grau en International Business Economics a la UPF i un postgrau en Internacionalització a la UB. Actualment treballa com a analista en una agència de comunicació basada en data mining en xarxes socials.
En les seves intervencions als mitjans de comunicació sovint hi reivindica la falta de representació de les dones i sobretot de les filles d'immigrants. Advoca per uns mitjans que no estereotipin tant la dona musulmana i que siguin més plurals. Com a musulmana, defensa un feminisme diferent a l'hegemònic però que comparteix el mateix fons amb una forma diferent.
Entre 2014 i 2020 ha sigut portaveu de la Fundació Ibn Battuta (FIB), una entitat creada per potenciar l'intercanvi sociocultural i la difusió del coneixement científic entre Marroc i Espanya. Arran dels atemptats terroristes a Barcelona i Cambrils que van tenir lloc l'agost del 2017, Míriam va posar-se sota el focus per condemnar amb vehemència el terrorisme, en una manifestació a la Plaça Catalunya que va aplegar centenars de musulmans. Com a portaveu de la FIB, va ser escollida per llegir un manifest en la massiva manifestació que tingué lloc a Barcelona el 26 d'agost del mateix any. Des del 2019, Míriam Hatibi és una de les entrevistadores al programa Terrícoles de betevé.
El març de 2023, va ser una de les personalitats homenatjades per l'Ajuntament de Barcelona en la campanya Ciutat de Dones.